# 羽州探題
羽州探題（うしゅうたんだい）は、日本の室町時代の出羽国（現在の山形県、秋田県）に置かれた幕府の役職。正しくは羽州探題職（うしゅうたんだいしき）という。「羽州」は出羽国を指し、室町幕府において奥州探題と並んで東北地方（奥羽）を統括する要職であり、管領 斯波氏の一門である大崎氏が奥州探題を、最上氏が羽州探題を世襲した。
羽州探題の成立は正平11年（1356年）、奥州探題 斯波家兼の次男・斯波兼頼が、出羽国按察使として出羽国最上郡山形（現・山形県山形市）に入部し、当時、寒河江氏らの南朝方勢力が割拠していた出羽国の統治に当たったのが始まりである。正平22年（1367年）、漆川の戦いにより寒河江氏を下し、出羽国における南朝勢力を北朝に従えたのちも斯波兼頼はその地に留まり、以後、最上屋形の称号（屋形号）を拝名し最上氏を称した。